# Chung một dòng sông
Chung một dòng sông (tiếng Anh: On the same river hay By their river; tiếng Trung: 同一条江; tiếng Nga: На берегах общей реки) là một bộ phim điện ảnh chính kịch cách mạng Việt Nam năm 1959, sản xuất bởi Hãng phim truyện Việt Nam do Nguyễn Hồng Nghi và Phạm Kỳ Nam làm đạo diễn. Với sự tham gia diễn xuất của Phi Nga và Mạnh Linh, nội dung phim xoay quanh mối tình Hoài và Vận – hai người sống ở hai bên bờ Nam Bắc bị phân cách chia ly.  Đây là phim truyện đầu tiên của miền Bắc Việt Nam sau năm 1954 và cũng là bộ phim truyện đầu tiên của điện ảnh cách mạng Việt Nam.

## Nội dung
Hoài và Vận đã yêu nhau từ thời kháng chiến chống Pháp. Trong khi Vận là du kích thì Hoài là người chở du kích qua sông. Khi hòa bình lập lại sau hiệp định Genèva 1954, sông Bến Hải trở thành giới tuyến tạm thời phân chia hai bờ Nam – Bắc Việt Nam; lúc hai người định làm lễ cưới, thuyền của nhà trai sang bờ Nam đã bị cảnh sát không cho lên bờ. Mối tình của hai người từ đây bị chia cắt, ngăn cản. Trong khi nhân dân bờ Bắc phấn khởi trong cảnh hòa bình thì ở bờ Nam, chính quyền Mỹ Ngụy bắt đầu đàn áp quần chúng và gia đình Hoài cũng bị truy bức. Với sự giúp đỡ của dân làng, Hoài đã thành công vượt tuyến sang bờ Bắc để gặp người yêu nhưng cô không ở lại mà trở về bờ Nam, cùng mẹ già và dân làng tiếp tục đấu tranh chống đế quốc và tay sai. Hạnh phúc của Hoài và Vận từ đó gắn liền với vận mệnh của dân tộc.

## Diễn viên
- Phi Nga vai Hoài[9]
- Mạnh Linh vai Vận[10]
- Song Kim vai Mẹ Hoài[11]
- Huy Công vai Quảng[11]
- Nguyễn Thị Thu An vai Chị Cạn[12]
- Trịnh Thịnh vai Thư ký Liêu[13]
- Danh Tấn vai Xướng
- Trần Đình Thọ vai Ông Bân
- Nguyễn Thị Thu vai Em Ly
- Bích Vân vai Thởi
- Thúy Ái vai Mẹ Lý
- Văn Phức vai Bố Vận
- Văn Hòa vai Quận trưởng
- Tuấn Tú vai Thanh tra Trung phần
- Đỗ Thụy vai Gián điệp
- Ngô Nam vai Cảnh sát Sẹo
- Hòa Tâm vai Cảnh sát 1

## Sản xuất

### Phát triển
Trước khi bộ phim ra đời, phim ảnh cách mạng mới chỉ sản xuất được phim tài liệu. Vào ngày 15 tháng 3 năm 1953, chủ tịch Hồ Chí Minh đã ký sắc lệnh thành lập Doanh nghiệp quốc gia chiếu bóng và chụp ảnh Việt Nam, đánh dấu cho sự ra đời của nền điện ảnh cách mạng, dù phải tới sáu năm sau bộ phim truyện đầu tiên mới được công chiếu. Đến năm 1956, Doanh nghiệp quốc gia chiếu bóng và chụp ảnh Việt Nam được tách làm hai bộ phận là Xưởng phim truyện Việt Nam và Quốc doanh phát hành phim và chiếu bóng Việt Nam (nay là FAFIM Việt Nam).
Từ năm 1957, kịch bản phim Biển động do soạn giả Ngọc Cung viết và Mai Lộc đạo diễn đã quay thử nghiệm một số đoạn. Tuy nhiên, bộ phim không được tiếp tục sản xuất do cả biên kịch lẫn đạo diễn đều "không thỏa mãn" vì còn nhiều lỗi trong nội dung. Cùng thời điểm, một đề cương kịch bản mang tên Tình không giới tuyến của tác giả Cao Đình Báu đã được đưa vào kế hoạch sản xuất, với ý tưởng nói về mối tình bị chia cắt giữa hai nhân vật bên bờ sông Bến Hải. Một đoàn các nghệ sĩ điện ảnh từ Trung Quốc sang đã hỗ trợ việc phát triển kịch bản, sau đó Đình Báu cùng Đào Xuân Tùng hoàn thiện nốt và đổi tên thành Chung một dòng sông.

### Tuyển vai
Hầu hết các diễn viên trong đoàn phim đều xuất thân từ lĩnh vực sân khấu kịch. Vai chính của bộ phim được giao cho Phi Nga – dù khi ấy nữ diễn viên chưa qua đào tạo chút gì về diễn xuất. Bà đã đến xin thử vai một lần duy nhất và ngay lập tức được nhận vào đoàn phim. Phi Nga cho biết ban đầu đạo diễn chỉ giao cho vai phụ, nhưng đến phút cuối cùng bà được chọn để hoá thân thành nhân vật chính. Diễn viên Mạnh Linh cũng đảm nhận vai chính điện ảnh đầu tay trong phim; trước đó, ông là một diễn viên kịch nói quen thuộc với khán giả.
Phim có xuất hiện của hai diễn viên nhỏ tuổi, trong đó một người về sau là liệt sĩ chống Mỹ và người còn lại là cựu chiến binh. NSND Trần Phương cũng tham gia đóng một số cảnh phim nhưng chỉ là vai nhỏ và không được ghi danh.

### Quay phim
Mùa thu năm 1958, kịch bản phim đã được Xưởng phim truyện Việt Nam chấp thuận đưa vào sản xuất. Quá trình ghi hình bộ phim diễn ra trong khoảng bốn tháng, bắt đầu từ tháng 2 năm 1959. Nguyễn Hồng Nghi và Phan Kỳ Nam là đạo diễn phim; quay phim bởi Nguyễn Đắc; Vi Ngọc Linh, Nguyễn Công Độ và Đào Đức đảm nhận vai trò họa sĩ thiết kế. Thời điểm này, Phạm Kỳ Nam mới học ở Học viện Điện ảnh Pháp về và là đạo diễn duy nhất của miền Bắc được đào tạo bài bản, còn lại toàn bộ ê-kíp đều từ chiến khu Việt Bắc và chủ yếu mới có kinh nghiệm sản xuất phim tài liệu, thời sự. Việc thực hiện bộ phim đã gặp nhiều khó khăn trong vật tư kỹ thuật cũng như kinh nghiệm làm phim. Phim quay tại Quảng Bình, với cảnh hai bờ sông Bến Hải thay thế bằng sông Nhật Lệ, Đồng Hới và được thiết kế sao cho giống với bối cảnh thực ngoài đời.
Phần nhạc phim do nhạc sĩ Nguyễn Đình Phúc chấp bút.

## Công chiếu
Chung một dòng sông công chiếu chính thức vào ngày 20 tháng 7 năm 1959, đúng dịp kỷ niệm 5 năm sự kiện ký kết Hiệp định Genèva. Phim cũng chiếu tại Liên hoan phim quốc tế Moskva lần thứ nhất cùng năm. Tác phẩm sau đó đã được lồng tiếng thuyết minh dưới ngôn ngữ tiếng Trung, ra mắt trong Tuần phim Việt Nam tổ chức bởi Hội Hữu nghị Trung-Việt ở nhiều thành phố như Trường Xuân, Nam Ninh,...
50 năm sau lần công chiếu đầu tiên, Hãng phim truyện Việt Nam và Hãng phim Phương Nam đã hợp tác phát hành 50 phim kinh điển của Điện ảnh Việt Nam dưới định dạng DVD, trong đó Chung một dòng sông là bộ phim đầu tiên được chọn để ra mắt. Phim từng lên sóng trong khung giờ Điện ảnh chiều thứ bảy trên kênh VTV8 tháng 4 năm 2017. Ngày 25 tháng 4 năm 2025, Đài Phát thanh – Truyền hình Hà Nội đã phát sóng bộ phim trong chương trình "Phim của một thời", hướng tới sự kiện 50 năm thống nhất đất nước.

## Đón nhận
Ngay từ trước khi ra rạp, Chung một dòng sông đã được công chúng đón chờ vì đây là phim truyện đầu tiên của miền Bắc Việt Nam sau năm 1954 và là bộ phim truyện đầu tiên của nền điện ảnh cách mạng Việt Nam. Sự kiện công chiếu phim nhanh chóng tạo nên hiện tượng đặc biệt trong đời sống văn hóa xã hội khi đó: nhiều người đã dắt nhau đi xem lại phim liên tục, tạo nên dư luận trên báo chí và cả trong những câu chuyện thường ngày. Bộ phim cũng giúp dàn diễn viên tham gia trở nên nổi tiếng; vai diễn của NSND Trịnh Thịnh trong phim được hậu thế xem là vai diễn để đời của ông.
Phim được đánh giá là mang nội dung tư tưởng hướng đến mọi đối tượng khán giả, đồng thời đề cập đến những vấn đề mang tính nóng hổi, thời sự đương thời. Viết cho báo Nhân Dân ngày 17 tháng 7 năm 1959, nhà thơ Thép Mới đã khen ngợi Chung một dòng sông "rất mạnh dạn đi thẳng và thể hiện - dù chỉ khía cạnh nào - một tình cảm lớn nhất của nhân dân, của thời đại". Dù vậy, đồng đạo diễn bộ phim Nguyễn Hồng Nghi sau này vẫn tự nhận xét rằng "Tính tư tưởng của tác phẩm thì khá phong phú, nhưng tính nghệ thuật lại chưa đủ". Các ý kiến khác cũng phê bình bộ phim còn nhiều điểm "chưa đủ" trong nội dung và các tuyến nhân vật, âm thanh, hình ảnh phim, nhưng lại khuyến khích nhìn nhận tác phẩm trên quan điểm lịch sử.

## Giải thưởng
| Năm  | Giải thưởng                       | Hạng mục                                                          | (Người) đề cử       | Kết quả       | Tham khảo          |
| ---- | --------------------------------- | ----------------------------------------------------------------- | ------------------- | ------------- | ------------------ |
| 1973 | Liên hoan phim Việt Nam lần thứ 2 | Phim truyện điện ảnh (kỉ niệm 20 năm Điện ảnh cách mạng Việt Nam) | Chung một dòng sông | Bông sen vàng | [ 5 ] [ 6 ] [ 28 ] |

## Di sản
Chung một dòng sông được ghi nhận khi đã "đặt nền móng cho phim truyện cách mạng đi đúng hướng trong quá trình phát triển về sau này". Phim cũng đánh dấu cho nhu cầu phát triển của nền công tác phê bình lý luận điện ảnh miền Bắc Việt Nam. Đạo diễn, NSND Phạm Văn Khoa – nguyên giám đốc đầu tiên của Xưởng phim truyện Việt Nam – nhận định phim đóng vai trò là bước tiến quan trọng, tạo ra những triển vọng về loại hình phim truyện trong nước. Một bài viết trên trang Sức khỏe và Đời sống thì liệt kê tác phẩm vào danh sách những bộ phim điện ảnh Việt kinh điển về chiến tranh; sau khi công chiếu, hàng loạt cuốn phim cùng thể loại, chủ đề đã được sản xuất và phát hành. Nhà khảo cứu Bành Bảo, viết trong cuốn Lịch sử điện ảnh Việt Nam, có nhận xét về tầm quan trọng của bộ phim đối với cách mạng như sau:
Với tư cách là bộ phim đánh dấu sự ra đời của loại hình phim truyện Việt Nam, Chung một dòng sông đi ngay vào một vấn đề nóng hổi [...] đó là vấn đề đấu tranh chống đế quốc và bọn tay sai đang cố tình chia cắt nước ta.

[...] ta có thể khẳng định rằng phim Chung một dòng sông, qua mười lăm năm liền được chiếu để phục vụ hàng triệu người Việt Nam đang đấu tranh trên khắp các mặt trận, đã góp phần xứng đáng của mình để tạo nên thắng lợi cuối cùng cho dân tộc. Bộ phim truyện đầu tiên của chúng ta đã được sáng tạo trên nguyên tắc nghệ thuật không những chỉ phản ánh hiện thực mà góp phần cải tạo hiện thực.
Vào năm 1973, phim đã nhận giải Bông sen vàng tại Liên hoan phim Việt Nam lần thứ 2 nhân kỉ niệm 20 năm điện ảnh cách mạng Việt Nam. Nghệ sĩ nhân dân Đào Đức nhờ vai trò họa sĩ trong phim cũng được đề nghị xét tặng Giải thưởng Nhà nước 2021. Năm 2018, tác phẩm được nhà phê bình điện ảnh Lê Hồng Lâm liệt kê vào sách 101 bộ phim Việt Nam hay nhất do ông tổng hợp.
Ngày 12 tháng 12 năm 2019, Trường Đại học Văn hóa Thành phố Hồ Chí Minh đã tổ chức một chương trình giới thiệu phim, phối hợp với Nhà Văn hóa Điện ảnh Thành phố Hồ Chí Minh.